# A Woman
A Woman és una pel·lícula muda escrita, dirigida i protagonitzada per Charles Chaplin. Es tracta de la novena pel·lícula que Chaplin rodà per a l’Essanay i la tercera i última vegada que interpretà un paper de dona, les anteriors havien estat a la Keystone a “A Busy Day” (1914) i a “The Masquerader” (1914). Rodada als Majestic Studios i a l’Eastlake Park de Los Angeles, es va estrenar el 12 de juliol de 1915,

## Argument
Una família benestant, el pare la mare i la filla, passen l'estona asseguts en un banc del parc i queden mig adormits. El pare es desperta en veure una jove i flirteja amb ella convidant-la a veure. Quan va a comprar soda apareix Chaplin que també flirteja amb ella. La situació provoca una baralla entre els dos homes i el pare deixa inconscient Chaplin colpejant-lo amb una de les ampolles. El pare i la noia juguen a cuit i amagar i quan Chaplin es desperta i veu el pare amb els ulls embenats el fa caure dins d’un estany.
Charlie passa per davant de la mare i la filla i causa una bona impressió i elles el conviden a casa a prendre un refresc. Mentrestant, el pare ha fet la coneixença d’un altre home que també s'havia barallat abans amb Chaplin i tots dos també van cap a casa. En arribar veuen Chaplin passant-hi una bona estona i es produeix una baralla. Chaplin guanya els dos homes però no pot evitar perdre els pantalons de manera que en fugir de la casa es produeix una commoció que fa que torni a entrar per la porta del darrere on troba un vestit de noia. Decideix posar-se’l i es troba la noia que riu de l’acudit.
Chaplin decideix continuar amb la broma i enganyar el pare. S'afaita el bigoti i la filla el presenta als pares com una amiga de la família. Els dos homes se senten ràpidament atrets per Charlie cosa que fa que el pare expulsi l’amic de casa seva. Aleshores li cau la faldilla i es descobreix la broma, amb la conseqüent baralla amb el pare que l’acaba expulsant de casa.

## Repartiment
- Charles Chaplin (Cavaller/'Nora Nettlerash')
- Edna Purviance (la filla)
- Charles Inslee (el pare)
- Marta Golden (la mare)
- Margie Reiger (un flirt del pare)
- Billy Armstrong (amic del pare)
- Leo White (desvagat en el parc)
- Jess Robins (venedor de soda)